# Livistona chocolatina
Livistona chocolatina là loài thực vật có hoa thuộc họ Arecaceae. Loài này được Dowe mô tả khoa học đầu tiên năm 2004.